# Ise (zatoka)
Zatoka Ise (jap. 伊勢湾 Ise-wan) – zatoka w południowej części regionu Chūbu, w Japonii, połączona z Oceanem Spokojnym cieśniną Irago. 
Wejście do zatoki otaczają półwyspy: Shima od strony prefektury Mie i Atsumi od strony prefektury Aichi. We wschodniej części zatoka Ise jest połączona z zatoką Mikawa. 
U wybrzeży zatoki Ise są położone m.in. porty Nagoja, Yokkaichi. Region wokół zatoki jest silnie uprzemysłowiony. Ważne miasta nad zatoką, oprócz wymienionych portów, to: Kuwana, Tsu, Ise w (prefekturze Mie) oraz Tokoname (w prefekturze Aichi). Zatoka jest znana z hodowli pereł, główny ośrodek jest w mieście Toba.
Ważniejsze rzeki wpadające do Zatoki:
- Kiso
- Nagara
- Ibi
- Shōnai
- Suzuka
- Mozu
- Kushida
- Miya